# František Benda
František Benda, in tedesco Franz Benda (Benatek an der Iser, 22 novembre 1709 – Potsdam, 7 marzo 1786), è stato un violinista e compositore ceco, fratello di Georg Benda. Lavorò la maggior parte della sua vita alla corte di Federico il Grande. È ritenuto il fondatore di una scuola tedesca di violino.
Fu il maggiore dei sei figli di Johann Georg Benda Leineweber e di sua moglie Dorotea Brixi. Nacque in Boemia nel villaggio di Altbenatky. Anche se affermava di essere nato il 25 novembre, l'atto di battesimo afferma che fu battezzato tre giorni prima, il 22. Sembra che l'effettiva data di nascita non sia stata registrata, ma probabilmente è non più di uno o due giorni prima del battesimo.
Pressoché autodidatta di formazione, dal padre imparò a suonare l'oboe nonché il fagotto, il corno e l'arpa. In gioventù era corista a Praga e quindi nella Cappella Reale di Dresda. In quell'epoca cominciò a studiare violino, e presto entrò in una compagnia di musicisti itineranti che suonavano a feste e fiere. A diciott'anni lasciò tale genere di vita e ritornò a Praga, per spostarsi poi a Vienna, dove continuò per un breve periodo lo studio del violino sotto Carl Heinrich Graun, un allievo di Tartini. Dopo due anni fu nominato maestro di cappella a Varsavia; divenne poi membro della banda del Principe Reale di Prussia, e quindi Konzertmeister dell'orchestra di corte del re.
Fu un virtuoso del violino, abile soprattutto nella rapidità di esecuzione e distinti nella dolcezza dei suoni più acuti. Ebbe molti allievi e scrisse un gran numero di opere, soprattutto esercizi e studi per violino.

## Opere
Sinfonie 
- L I:1 \ Sinfonia n. 1 in Do maggiore
- L I:2 \ Sinfonia n. 2 in Do maggiore
- L I:3 \ Sinfonia n. 3 in Re maggiore
- L I:4 \ Sinfonia n. 4 in Re maggiore
- L I:5 \ Sinfonia n. 5 in Fa maggiore
- L I:6 \ Sinfonia n. 6 in Sol maggiore

- L I:7 \ Sinfonia n. 7 in Sol maggiore
- L I:8 \ Sinfonia n. 8 in La maggiore
- L I:9 \ Sinfonia n. 9 in Si bemolle maggiore
- L I:10 \ Sinfonia n. 10 in Si bemolle maggiore
- L I:11 \ Sinfonia n. 11 in Mi bemolle maggiore
- L I:12 \ Sinfonia n. 12 in Fa maggiore

- L I:13 \ Sinfonia n. 13 in Sol maggiore
- L I:14 \ Sinfonia n. 14 in La maggiore
- L I:15 \ Sinfonia in Do maggiore
- L I:16 \ Sinfonia in Fa maggiore
- L I:17 \ Sinfonia in Sol maggiore

 Concerti 
- L II:1 \ Concerto per Violino in Do maggiore
- L II:2 \ Concerto per Violino in Re maggiore
- L II:3 \ Concerto per Violino in Re maggiore
- L II:4 \ Concerto per Violino in Re minore
- L II:5 \ Concerto per Violino in Mi bemolle maggiore
- L II:6 \ Concerto per Violino in Mi maggiore
- L II:7 \ Concerto per Violino in Mi maggiore (quasi totalmente perduto)
- L II:8 \ Concerto per Violino in Mi maggiore
- L II:9 \ Concerto per Violino in Fa maggiore
- L II:10 \ Concerto per Violino in Sol maggiore
- L II:11 \ Concerto per Flauto in Sol maggiore
- L II:12 \ Concerto per Violino in La bemolle maggiore
- L II:13 \ Concerto per Violino in La maggiore
- L II:14 \ Concerto per Violino in La maggiore

- L II:15 \ Concerto per Violino in La maggiore
- L II:16 \ Concerto per Flauto in La minore
- L II:17 \ Concerto per Violino in Si bemolle maggiore
- L II:18 \ Concerto per Violino in Si bemolle maggiore
- L II:19 \ Concerto per Violino in Do maggiore (Georg Benda)
- L II:20 \ Concerto per Violino in Si bemolle maggiore (Joseph Riepel)
- L II:21 \ Concerto per Violino in Si bemolle maggiore (Johann Benda)
- L II:22 \ Concerto per Violino in Sol maggiore (Johann Gottlieb Graun)
- L II:23 \ Concerto per Violino in Mi maggiore (perduto)
- L II:24 \ Concerto per Violino in Mi minore (perduto)
- L II:25 \ Concerto per Violino in Sol maggiore (perduto)
- L II:26 \ Concerto per Violino in Si bemolle maggiore (perduto)
- L II:27 \ Concerto per Violino in Si bemolle maggiore (perduto)
- L II:28 \ Concerto per Violino in Si minore (perduto)

 Sonate per strumenti e basso continuo 
- L III:1 \ Sonata per violino Op. 1 n. 3 in Do maggiore
- L III:2 \ Sonata per violino in Do maggiore
- L III:3 \ Sonata per violino in Do maggiore
- L III:4 \ Sonata per violino in Do maggiore
- L III:5 \ Sonata per violino in Do maggiore
- L III:6 \ Sonata per flauto in Do maggiore
- L III:7 \ Sonata per violino in Do maggiore
- L III:8 \ Sonata per violino in Do minore
- L III:9 \ Sonata per violino in Do minore
- L III:10 \ Sonata per violino in Do minore
- L III:11 \ Sonata per violino in Do minore
- L III:12 \ Sonata per violino in Do minore
- L III:13 \ Sonata per violino in Do minore
- L III:14 \ Sonata per violino in Do minore
- L III:15 \ Sonata per violino in Do minore
- L III:16 \ Sonata per violino in Re maggiore
- L III:17 \ Sonata per violino in Re maggiore
- L III:18 \ Sonata per violino in Re maggiore
- L III:19 \ Sonata per violino in Re maggiore
- L III:20 \ Sonata per violino in Re maggiore
- L III:21 \ Sonata per violino in Re maggiore
- L III:22 \ Sonata per flauto in Re maggiore
- L III:23 \ Sonata per violino in Re maggiore
- L III:24 \ Sonata per flauto in Re maggiore
- L III:25 \ Sonata per violino in Re maggiore
- L III:26 \ Sonata per violino in Re maggiore
- L III:27 \ Sonata per violino in Re maggiore
- L III:28 \ Sonata per violino in Re maggiore
- L III:29 \ Sonata per violino in Re minore
- L III:30 \ Sonata per violino in Re minore
- L III:31 \ Sonata per violino in Re minore
- L III:32 \ Sonata per violino in Re minore
- L III:33 \ Sonata per violino in Mi bemolle maggiore
- L III:34 \ Sonata per violino in Mi bemolle maggiore
- L III:35 \ Sonata per violino in Mi bemolle maggiore
- L III:36 \ Sonata per violino in Mi bemolle maggiore
- L III:37 \ Sonata per violino in Mi bemolle maggiore
- L III:38 \ Sonata per violino in Mi bemolle maggiore
- L III:39 \ Sonata per violino in Mi bemolle maggiore
- L III:40 \ Sonata per violino in Mi bemolle maggiore
- L III:41 \ Sonata per violino in Mi bemolle maggiore
- L III:42 \ Sonata per violino in Mi bemolle maggiore
- L III:43 \ Sonata per violino in Mi bemolle maggiore
- L III:44 \ Sonata per violino in Mi maggiore
- L III:45 \ Sonata per violino in Mi maggiore
- L III:46 \ Sonata per violino in Mi maggiore
- L III:47 \ Sonata per violino Op. 1 n. 1 in Mi maggiore
- L III:48 \ Sonata per violino in Mi maggiore
- L III:49 \ Sonata per violino in Mi maggiore
- L III:50 \ Sonata per violino in Mi maggiore
- L III:51 \ Sonata per violino Op. 1 n. 5 in Mi maggiore
- L III:52 \ Sonata per violino in Mi maggiore
- L III:53 \ Sonata per violino in Mi maggiore
- L III:54 \ Sonata per violino in Mi maggiore
- L III:55 \ Sonata per violino in Mi maggiore
- L III:56 \ Sonata per flauto in Mi minore
- L III:57 \ Sonata per flauto in Mi minore
- L III:58 \ Sonata per violino in Mi minore
- L III:59 \ Sonata per violino in Mi minore
- L III:60 \ Sonata per violino in Mi minore
- L III:61 \ Sonata per violino in Mi minore
- L III:62 \ Sonata per violino in Fa maggiore
- L III:63 \ Sonata per violino in Fa maggiore
- L III:64 \ Sonata per violino in Fa maggiore
- L III:65 \ Sonata per violino in Fa maggiore
- L III:66 \ Sonata per violino in Fa maggiore
- L III:67 \ Sonata per violino in Fa maggiore

- L III:68 \ Sonata per violino in Fa maggiore
- L III:69 \ Sonata per violino in Fa maggiore
- L III:70 \ Sonata per violino in Fa maggiore
- L III:71 \ Sonata per violino in Fa maggiore
- L III:72 \ Sonata per violino in Fa maggiore
- L III:73 \ Sonata per violino in Fa minore
- L III:74 \ Sonata per violino in Sol maggiore
- L III:75 \ Sonata per violino in Sol maggiore
- L III:76 \ Sonata per violino in Sol maggiore
- L III:77 \ Sonata per violino in Sol maggiore
- L III:78 \ Sonata per violino in Sol maggiore
- L III:79 \ Sonata per violino in Sol maggiore
- L III:80 \ Sonata per violino in Sol maggiore
- L III:81 \ Sonata per violino in Sol maggiore
- L III:82 \ Sonata per violino in Sol maggiore
- L III:83 \ Sonata per violino in Sol maggiore
- L III:84 \ Sonata per violino in Sol maggiore
- L III:85 \ Sonata per violino in Sol maggiore
- L III:86 \ Sonata per violino in Sol maggiore
- L III:87 \ Sonata per violino in Sol maggiore
- L III:88 \ Sonata per violino in Sol maggiore
- L III:89 \ Sonata per violino in Sol minore
- L III:90 \ Sonata per violino in Sol minore
- L III:91 \ Sonata per violino in Sol minore
- L III:92 \ Sonata per violino in La bemolle maggiore
- L III:93 \ Sonata per violino in La maggiore
- L III:94 \ Sonata per violino in La maggiore
- L III:95 \ Sonata per violino Op. 1 n. 6 in La maggiore
- L III:96 \ Sonata per violino in La maggiore
- L III:97 \ Sonata per violino in La maggiore
- L III:98 \ Sonata per violino Op. 1 n. 2 in La maggiore
- L III:99 \ Sonata per violino in La maggiore
- L III:100 \ Sonata per violino in La maggiore
- L III:101 \ Sonata per violino in La maggiore
- L III:102 \ Sonata per violino in La maggiore
- L III:103 \ Sonata per violino in La maggiore
- L III:104 \ Sonata per violino in La maggiore
- L III:105 \ Sonata per violino in La maggiore
- L III:106 \ Sonata per violino in La maggiore
- L III:107 \ Sonata per violino in La maggiore
- L III:108 \ Sonata per violino in La maggiore
- L III:109 \ Sonata per violino in La maggiore
- L III:110 \ Sonata per violino in La maggiore
- L III:111 \ Sonata per violino in La maggiore
- L III:112 \ Sonata per violino in La maggiore
- L III:113 \ Sonata per violino in La maggiore
- L III:114 \ Sonata per violino in La maggiore
- L III:115 \ Sonata per violino in La maggiore
- L III:116 \ Sonata per violino in La minore
- L III:117 \ Sonata per violino in La minore
- L III:118 \ Sonata per violino in La minore
- L III:119 \ Sonata per violino in La minore
- L III:120 \ Sonata per violino in La minore
- L III:121 \ Sonata per violino Op. 1 n. 4 in La minore
- L III:122 \ Sonata per violino in La minore
- L III:123 \ Sonata per violino in Si bemolle maggiore
- L III:124 \ Sonata per violino in Si bemolle maggiore
- L III:125 \ Sonata per violino in Si bemolle maggiore
- L III:126 \ Sonata per violino in Si bemolle maggiore
- L III:127 \ Sonata per violino in Si bemolle maggiore
- L III:128 \ Sonata per violino in Si bemolle maggiore
- L III:129 \ Sonata per violino in Si bemolle maggiore
- L III:130 \ Sonata per violino in Si bemolle maggiore
- L III:131 \ Sonata per violino in Si bemolle maggiore
- L III:132 \ Sonata per violino in Si bemolle maggiore
- L III:133 \ Sonata per violino in Si bemolle maggiore

- L III:134 \ Sonata per violino in Si bemolle maggiore
- L III:135 \ Sonata per violino in Si bemolle maggiore
- L III:136 \ Sonata per violino in Si bemolle maggiore
- L III:137 \ Sonata per violino in Si bemolle maggiore
- L III:138 \ Sonata per violino in Si bemolle minore
- L III:139 \ Sonata per violino in Si minore
- L III:140 \ Sonata per violino in Do maggiore
- L III:141 \ Sonata per violino in Re maggiore
- L III:142 \ Sonata per flauto in Re maggiore
- L III:143 \ Sonata per violino in Re maggiore
- L III:144 \ Sonata per violino in Mi bemolle maggiore
- L III:145 \ Sonata per violino in Mi bemolle maggiore
- L III:146 \ Sonata per violino in Mi maggiore
- L III:147 \ Sonata per violino in Fa maggiore
- L III:148 \ Sonata per violino in Sol maggiore
- L III:149 \ Sonata per violino in Sol maggiore
- L III:150 \ Sonata per violino in Sol minore
- L III:151 \ Sonata per violino in Sol minore
- L III:152 \ Sonata per violino in La maggiore
- L III:153 \ Sonata per violino in La maggiore
- L III:154 \ Sonata per violino in La maggiore
- L III:155 \ Sonata per violino in La maggiore
- L III:156 \ Sonata per oboe in Si bemolle maggiore
- L III:157 \ Sonata per violino in Si bemolle maggiore
- L III:158 \ Sonata per violino in Si bemolle maggiore
- L III:159 \ Sonata per violino in Si bemolle maggiore
- L III:160 \ Sonata per tastiera e flauto Op. 5 n. 2 in Do maggiore
- L III:161 \ Sonata per tastiera e flauto Op. 5 n. 3 in Mi maggiore
- L III:162 \ Sonata per tastiera e flauto Op. 5 n. 1 in Fa maggiore
- L III:163 \ Sonata per violino in Sol maggiore (Friedrich Ludwig Benda)
- L III:164 \ Sonata per violino in La maggiore (Joseph Benda)
- L III:165 \ Sonata per violino in Fa maggiore (perduto)
- L III:166 \ Sonata per violino in La maggiore (perduto)
- L III:167 \ Sonata per violino in La minore (perduto)
- L III:168 \ Sonata per violino in Do minore (perduto)
- L III:169 \ Sonata per violino in Re maggiore (perduto)
- L III:170 \ Sonata per flauto in Re maggiore (perduto)
- L III:171 \ Sonata per violino in Re maggiore (perduto)
- L III:172 \ Sonata per oboe in Re minore (perduto)
- L III:173 \ Sonata per violino in Mi bemolle maggiore (perduto)
- L III:174 \ Sonata per fagotto in Fa maggiore (perduto)
- L III:175 \ Sonata per violino in La maggiore (perduto)
- L III:176 \ Sonata per violino in La maggiore (perduto)
- L III:177 \ Sonata per violino in La maggiore (perduto)
- L III:178 \ Sonata per violino in La maggiore (perduto)
- L III:179 \ Sonata per violino in La minore (perduto)
- L III:180 \ Sonata per oboe in Si bemolle maggiore (perduto)
- L III:181 \ Sonata per fagotto in Si bemolle maggiore (perduto)
- L III:182 \ Sonata per fagotto in Si bemolle maggiore (perduto)

 Trii 
- L IV:1 \ Sonata per 2 flauti & continuo in Sol maggiore
- L IV:2 \ Sonata per 2 violini & continuo in La maggiore
- L IV:3 \ Sonata per 2 violini & continuo in Re maggiore (Graun)
- L IV:4 \ Sonata per 2 violini & continuo in Sol maggiore (Graun)
- L IV:5 \ Sonata per violino, tastiera & continuo in Re maggiore (perduto)
- L IV:6 \ Sonata per violino, fagotto & continuo in Fa maggiore (perduto)
- L IV:7 \ Sonata per flauto & tastiera obbligato in Sol maggiore
- L IV:8 \ Sonata per violino, faluto & continuo in Sol maggiore (perduto)
- L IV:9 \ Sonata per 2 violini & continuo in Si bemolle maggiore (perduto)
- L IV:10 \ Sonata per violino & tastiera in Si bemolle maggiore (perduto)

 Duetti per violini 
- L V:1 \ Duetto per violini n. 1 in Do maggiore
- L V:2 \ Duetto per violini n. 5 in Do maggiore
- L V:3 \ Duetto per violini n. 2 in Do maggiore
- L V:4 \ Duetto per violini n. 8 in Do maggiore
- L V:5 \ Duetto per violini n. 11 in Do maggiore
- L V:6 \ Duetto per violini n. 4 in Do maggiore
- L V:7 \ Duetto per violini n. 9 in Do maggiore
- L V:8 \ Duetto per violini n. 3 in Do maggiore
- L V:9 \ Duetto per violini n. 22 in Do minore
- L V:10 \ Duetto per violini n. 21 in Do minore
- L V:11 \ Duetto per violini n. 19 in Re maggiore
- L V:12 \ Duetto per violini n. 20 in Re maggiore
- L V:13 \ Duetto per violini n. 18 in Re minore
- L V:14 \ Duetto per violini n. 13 in Mi minore
- L V:15 \ Duetto per violini n. 17 in Fa maggiore
- L V:16 \ Duetto per violini n. 10 in Sol maggiore

- L V:17 \ Duetto per violini n. 16 in Sol maggiore
- L V:18 \ Duetto per violini n. 12 in Sol maggiore
- L V:19 \ Duetto per violini n. 6 in Sol maggiore
- L V:20 \ Duetto per violini n. 7 in Sol maggiore
- L V:21 \ Duetto per violini n. 14 in La minore
- L V:22 \ Duetto per violini n. 15 in La minore
- L V:23 \ Duetto per violini in Do maggiore
- L V:24 \ Duetto per violini in Do maggiore
- L V:25 \ Duetto per violini in Do maggiore
- L V:26 \ Duetto per violini in Mi bemolle maggiore
- L V:27 \ Duetto per violini in Mi minore
- L V:28 \ Duetto per violini in Fa maggiore
- L V:29 \ Duetto per violini in Fa maggiore
- L V:30 \ Duetto per violini in Sol maggiore
- L V:31 \ Duetto per violini in La minore

 Opere per Violino solo 
- L VI:1 \ Capriccio per violino n. 62 in Do maggiore
- L VI:2 \ Capriccio per violino n. 1 in Do maggiore
- L VI:3 \ Capriccio per violino n. 39 in Do maggiore
- L VI:4 \ Capriccio per violino n. 69 in Do minore
- L VI:5 \ Capriccio per violino n. 6 in Do minore
- L VI:6 \ Capriccio per violino n. 48 in Do minore
- L VI:7 \ Capriccio per violino n. 61 in Do minore
- L VI:8 \ Capriccio per violino n. 70 in Do minore
- L VI:9 \ Capriccio per violino n. 41 in Do minore
- L VI:10 \ Capriccio per violino n. 18 in Do diesis maggiore
- L VI:11 \ Capriccio per violino n. 20 in Re bemolle maggiore
- L VI:12 \ Capriccio per violino n. 15 in C sharp minor
- L VI:13 \ Capriccio per violino n. 42 in Re maggiore
- L VI:14 \ Capriccio per violino n. 4 in Re maggiore
- L VI:15 \ Capriccio per violino in Re maggiore (frammento)
- L VI:16 \ Capriccio per violino n. 92 in Re maggiore
- L VI:17 \ Capriccio per violino n. 94 in Re maggiore
- L VI:18 \ Capriccio per violino n. 25 in Re minore
- L VI:19 \ Capriccio per violino n. 30 in Mi bemolle maggiore
- L VI:20 \ Capriccio per violino n. 28 in Mi bemolle maggiore
- L VI:21 \ Capriccio per violino n. 65 in Mi bemolle maggiore
- L VI:22 \ Capriccio per violino n. 91 in Mi bemolle maggiore
- L VI:23 \ Capriccio per violino n. 7 in Mi bemolle maggiore
- L VI:24 \ Capriccio per violino n. 90 in Mi bemolle maggiore
- L VI:25 \ Capriccio per violino n. 64 in Mi bemolle maggiore
- L VI:26 \ Capriccio per violino n. 36 in Mi bemolle minore
- L VI:27 \ Capriccio per violino n. 34 in Mi maggiore
- L VI:28 \ Capriccio per violino n. 14 in Mi maggiore
- L VI:29 \ Capriccio per violino n. 13 in Mi minore
- L VI:30 \ Capriccio per violino n. 71 in Fa maggiore
- L VI:31 \ Capriccio per violino n. 33 in Fa maggiore
- L VI:32 \ Capriccio per violino n. 24 in Fa maggiore
- L VI:33 \ Capriccio per violino n. 29 in Fa maggiore
- L VI:34 \ Capriccio per violino n. 95 in Fa maggiore
- L VI:35 \ Capriccio per violino n. 72 in Fa maggiore
- L VI:36 \ Capriccio per violino n. 27 in Fa minore
- L VI:37 \ Capriccio per violino n. 93 in Fa minore
- L VI:38 \ Capriccio per violino n. 96 in Fa minore
- L VI:39 \ Capriccio per violino n. 22 in Fa minore
- L VI:40 \ Capriccio per violino n. 17 in Fa diesis maggiore
- L VI:41 \ Capriccio per violino n. 37 in Sol bemolle maggiore
- L VI:42 \ Capriccio per violino n. 16 in Fa diesis minore
- L VI:43 \ Capriccio per violino in Sol maggiore
- L VI:44 \ Capriccio per violino n. 51 in Sol maggiore
- L VI:45 \ Capriccio per violino n. 11 in Sol maggiore
- L VI:46 \ Capriccio per violino n. 12 in Sol maggiore
- L VI:47 \ Capriccio per violino in Sol maggiore
- L VI:48 \ Capriccio per violino n. 35 in Sol maggiore
- L VI:49 \ Capriccio per violino n. 89 in Sol minore
- L VI:50 \ Capriccio per violino n. 40 in Sol minore
- L VI:51 \ Capriccio per violino n. 8 in Sol minore
- L VI:52 \ Capriccio per violino n. 38 in La maggiore
- L VI:53 \ Capriccio per violino n. 9 in La maggiore
- L VI:54 \ Capriccio per violino n. 26 in La maggiore
- L VI:55 \ Capriccio per violino n. 31 in La maggiore

- L VI:56 \ Capriccio per violino n. 98 in La maggiore
- L VI:57 \ Capriccio per violino n. 97 in La maggiore
- L VI:58 \ Capriccio per violino n. 10 in La maggiore
- L VI:59 \ Capriccio per violino n. 3 in La minore
- L VI:60 \ Capriccio per violino n. 21 in La minore
- L VI:61 \ Capriccio per violino n. 2 in La minore
- L VI:62 \ Capriccio per violino n. 23 in Si bemolle maggiore
- L VI:63 \ Capriccio per violino n. 32 in Si bemolle maggiore
- L VI:64 \ Capriccio per violino n. 57 in Si bemolle maggiore
- L VI:65 \ Capriccio per violino n. 47 in Si bemolle maggiore
- L VI:66 \ Capriccio per violino n. 19 in Si bemolle minore
- L VI:67 \ Capriccio per violino n. 5 in Si minore
- L VI:68 \ Capriccio per violino in Sol maggiore
- L VI:69 \ Capriccio per violino in Sol maggiore
- L VI:70 \ Capriccio per violino n. 59 in Do maggiore (perduto)
- L VI:71 \ Capriccio per violino n. 84 in Do maggiore (perduto)
- L VI:72 \ Capriccio per violino n. 75 in Do maggiore (perduto)
- L VI:73 \ Capriccio per violino n. 68 in Do maggiore (perduto)
- L VI:74 \ Capriccio per violino n. 83 in Do maggiore (perduto)
- L VI:75 \ Capriccio per violino n. 60 in Do maggiore (perduto)
- L VI:76 \ Capriccio per violino n. 55a in Re maggiore (perduto)
- L VI:77 \ Capriccio per violino n. 81 in Re maggiore (perduto)
- L VI:78 \ Capriccio per violino n. 80 in Re maggiore (perduto)
- L VI:79 \ Capriccio per violino n. 74 in Re maggiore (perduto)
- L VI:80 \ Capriccio per violino n. 78 in Re maggiore (perduto)
- L VI:81 \ Capriccio per violino n. 56 in Re maggiore (perduto)
- L VI:82 \ Capriccio per violino n. 66 in Re minore (perduto)
- L VI:83 \ Capriccio per violino n. 58 in Mi bemolle maggiore (perduto)
- L VI:84 \ Capriccio per violino n. 67 in Mi minore (perduto)
- L VI:85 \ Capriccio per violino n. 53 in Mi minore (perduto)
- L VI:86 \ Capriccio per violino n. 63 in Fa maggiore (perduto)
- L VI:87 \ Capriccio per violino n. 50 in Fa minore (perduto)
- L VI:88 \ Capriccio per violino n. 82 in Sol maggiore (perduto)
- L VI:89 \ Capriccio per violino n. 79 in Sol maggiore (perduto)
- L VI:90 \ Capriccio per violino n. 73 in Sol maggiore (perduto)
- L VI:91 \ Capriccio per violino n. 76 in Sol maggiore (perduto)
- L VI:92 \ Capriccio per violino n. 52 in Sol minore (perduto)
- L VI:93 \ Capriccio per violino n. 54 in Sol minore (perduto)
- L VI:94 \ Capriccio per violino n. 44 in La maggiore (perduto)
- L VI:95 \ Capriccio per violino n. 49 in La maggiore (perduto)
- L VI:96 \ Capriccio per violino n. 88 in La maggiore (perduto)
- L VI:97 \ Capriccio per violino n. 43 in La maggiore (perduto)
- L VI:98 \ Capriccio per violino n. 46 in La minore (perduto)
- L VI:99 \ Capriccio per violino n. 55 in Si bemolle maggiore (perduto)
- L VI:100 \ Capriccio per violino n. 77 in Si bemolle maggiore (perduto)
- L VI:101 \ Capriccio per violino n. 86 in Si bemolle maggiore (perduto)
- L VI:102 \ Capriccio per violino n. 87 in Si bemolle maggiore (perduto)
- L VI:103 \ Capriccio per violino n. 85 in Si bemolle maggiore (perduto)
- L VI:104 \ Capriccio per violino n. 45 in Si minore (perduto)
- L VI:105 \ Capriccio per violino in Re maggiore (perduto)
- L VI:106 \ Capriccio per violino in Mi bemolle maggiore (perduto)
- L VI:107 \ Capriccio per violino in La maggiore (perduto)
- L VI:108 \ Capriccio per violino in La maggiore (perduto)
- L VI:109 \ Capriccio per violino in Si bemolle maggiore (perduto)
- L VI:110 \ Capriccio per violino in Si bemolle maggiore (perduto)

 Altre opere 
- L VII:1 \ Marcia del Dragone in Re maggiore
- L VII:2 \ Pezzo per orologio meccanico in Sol maggiore
- L VII:3 \ 3 Odi
- L deest \ Sonata per arpa in Re maggiore